# Himitsu
Himitsu (秘密 Secreto?)  es una novela del japonés Keigo Higashino. La novela ganó el 52.º Premio Mystery Writers of Japan a la mejor novela. La historia se centra en un hombre cuya esposa e hija están en un terrible accidente; la esposa muere, pero cuando la hija se despierta, resulta que la mente de la esposa fue transferida al cuerpo de la hija.
La novela fue adaptada a la película japonesa de 1999, Himitsu, dirigida por Yōjirō Takita. La película de 2007 The Secret está basada en la película japonesa.

## Sinopsis
Heisuke Sugita (杉田 平介 Sugita Heisuke?), un humilde hombre de 39 años, disfruta de los placeres más pequeños de la vida. Está devastado cuando su esposa e hija están involucradas en un accidente de autobús. Naoko Sugita (杉田 直子 Sugita Naoko?), su esposa, muere y su hija de 11 años, Monami Sugita (杉田 藻奈美 Sugita Monami?) está gravemente herida. Monami se recupera milagrosamente, aunque con un pequeño giro, su personalidad y sus recuerdos son los de su madre, Naoko, en lugar de los suyos. Tanto Heisuke como Naoko concluyen que su espíritu posee el cuerpo de Monami. Incapaces de explicar lo que sucedió, deciden mantener el asunto en secreto mientras Naoko vive como Monami a partir de ese momento.
Cuando el cuerpo poseído de Monami entra en la adolescencia, Naoko aprovecha la oportunidad para vivir sus propios sueños no cumplidos. La creciente independencia de Naoko comienza a causar una brecha entre ella y Heisuke, quien lucha por seguir siendo un esposo fiel y también trata de dar sentido a la tragedia que causó la condición de Naoko al aprender más sobre el conductor del autobús que causó el accidente. Heisuke y Naoko se pelean cuando sospecha que se ha interesado en un chico de la edad de Monami, pero descubren que no pueden resolver su propia relación ya que Naoko ahora es biológicamente la hija de Heisuke.
Cuando la conciencia de Monami comienza a resurgir, Heisuke y Naoko pueden reparar su relación ya que se aseguran de que Monami y Naoko, que ahora comparten el mismo cuerpo, puedan funcionar y volver a la vida que Naoko ha vivido para ella. A medida que la conciencia de Monami comienza a dominar, Heisuke y Naoko finalmente se separan para siempre y Heisuke se contenta con volver a criar a Monami como su hija.
Años más tarde, Monami sugiere que la posesión de Naoko fue el resultado de un trastorno de personalidad múltiple provocado por el accidente para ayudar a su padre a sobrellevar la situación y gradualmente desapareció a medida que su propia personalidad verdadera emergió nuevamente. Sin embargo, el día en que Monami está a punto de casarse, Heisuke desconsolado sospecha que Monami nunca regresó y que Naoko finalmente abandonó su identidad como Naoko para que ambos pudieran seguir adelante en sus vidas.